# برسابه هوسپیان
برسابه هوسپیان-سنقچیان ارمنی: Բերսաբե Հովսեփյան-Սնղչյան انگلیسی: Bersabé Hovsepian (زاده ۱۹۰۶ در اصفهان – درگذشته ۱۹۹۹ در آمریکا) یک بانوی کارآفرین و مدرسه‌ساز ایرانی ارمنی‌تبار بود. وی دانش‌آموخته رشته علوم تربیتی از دانشگاه ژنو مؤسس نخستین کودکستان در ایران در سال ۱۹۳۱ (۱۳۱۰) با امتیاز رسمی از وزارت فرهنگ بود.

## کودکی

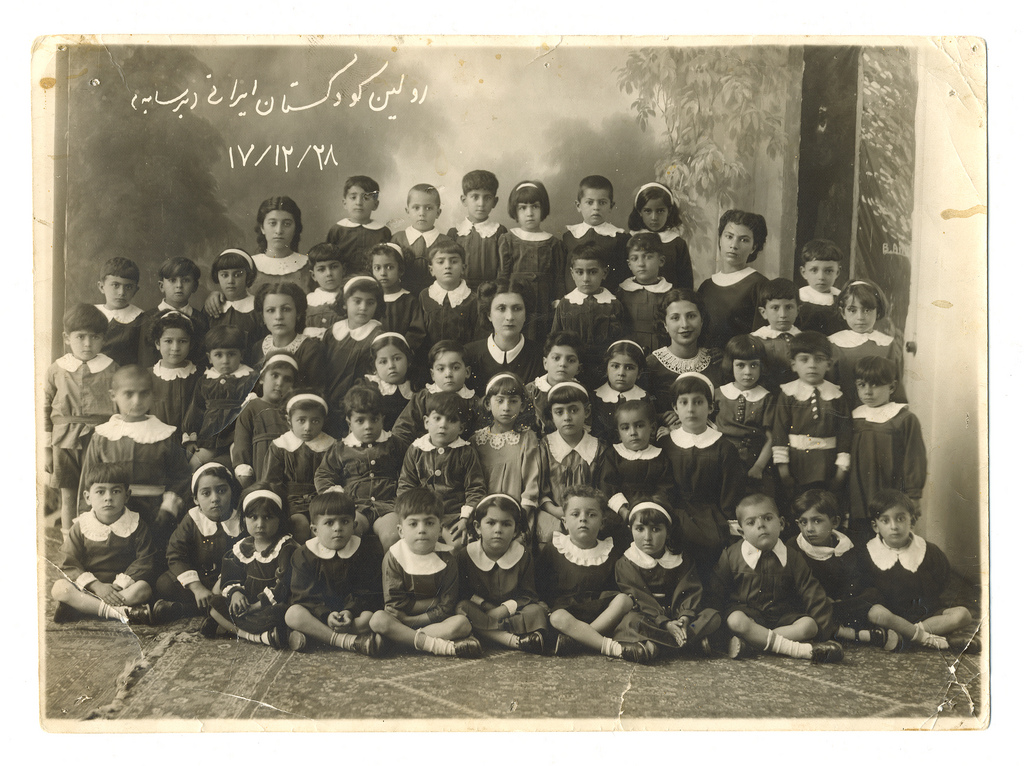
نخستین کودکستان ایران (کودکستان برسابه) در سال ۱۹۴۹ (۱۳۲۸)

برسابه هوسپیان در سال ۱۲۸۵ خورشیدی (۱۹۰۶ میلادی) در اصفهان به دنیا آمد و در یک‌سالگی به همراه خانواده به تهران مهاجرت کرد.

## تأسیس کودکستان

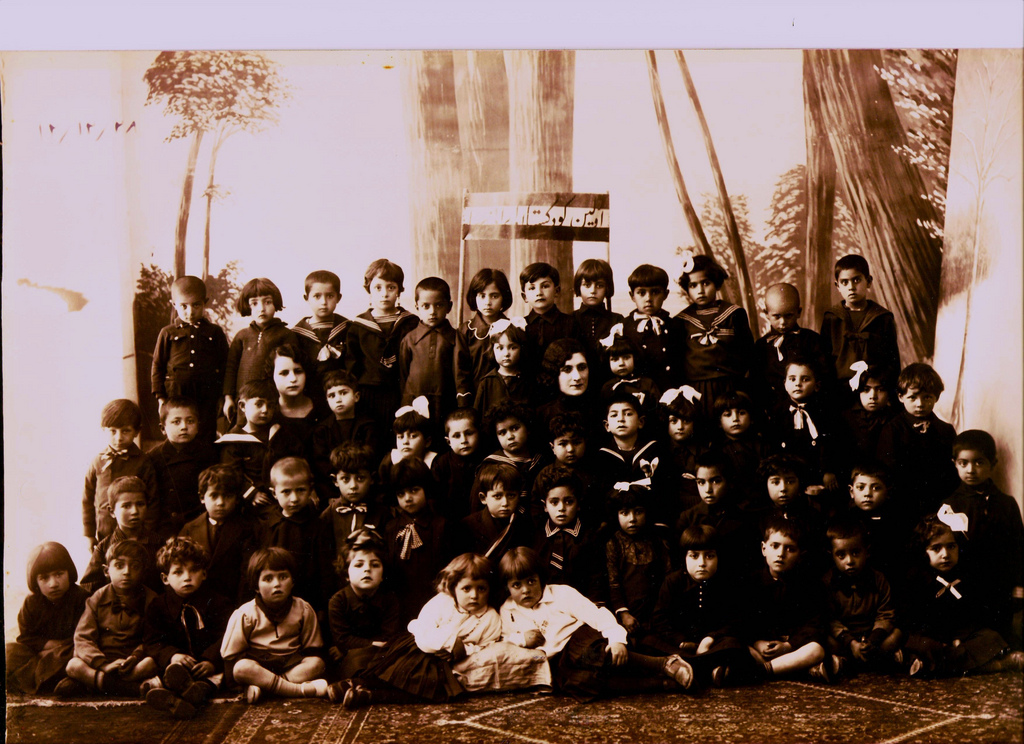

وی در سال  ۱۹۲۴ (۱۳۰۳) از مدرسه هایکازیان ارمنیان تهران فارغ‌التحصیل شد و چندی به تدریس در این مدرسه پرداخت. در سن ۱۸ سالگی به مدت یکسال نیز در مدرسه ارامنه بندر انزلی به عنوان آموزگار خدمت نمود. او در سال ۱۹۳۰ (۱۳۰۹) کودکستان شخصی خویش را به نام «کودکستان برسابه» تأسیس نمود. این مؤسسه آموزشی، نخستین کودکستان ایرانی بود که با مجوز رسمی از وزارت فرهنگ وقت تحت نام «کودکستان» در ایران شروع به فعالیت نمود و آموزش آن نیز به زبان فارسی بود. هوسپیان در سال ۱۹۵۹ (۱۳۳۸) دبستان و دبیرستانی در مجاورت این کودکستان را تأسیس نمود.

## تحصیلات دانشگاهی
در فاصله سال‌های ۵۱–۱۹۴۹ (۳۰–۱۳۲۸) برسابه هوسپیان جهت تکمیل تحصیلات خویش عازم ژنو در سوئیس گردید و در رشته علوم تربیتی و روان‌شناسی کودکان و نوجوانان دانشگاه ژنو تحصیل نمود.

## سازمان زنان ایران
در کنار فعالیت‌های آموزشی، وی در امور اجتماعی نیز فعال بود و یکی از مؤسسان سازمان زنان ایران در سال ۱۹۶۸ (۱۳۴۷) محسوب می‌شود.

## دریافت نشان افتخار
به پاس خدمات شایان توجه برسابه هوسپیان در امور آموزشی و تربیتی، وی مفتخر به دریافت نشان درجه دو «افتخار» از سوی وزارت آموزش و پرورش ایران شده است.

## پس از انقلاب
مدرسه‌های برسابه بعد از انقلاب ۱۹۷۹ تعطیل شدند.

## جنگ ایران و عراق
در آغاز جنگ ایران و عراق هوسپیان برای تغذیه، کمک‌های اولیه و نظایر این در برخی محله‌های تهران ستادهایی را برپا کرد. گرچه این گونه ستادها چندین ماه قبل از پیروزی انقلاب نیز تشکیل شده بودند، اما آغاز جنگ و اشغال برخی از مناطق جنوب و غرب کشور باعث ایجاد سیل مهاجرت جنگ‌زده‌ها و بی‌خانمان‌ها را به سوی شهرهای بزرگ مانند تهران شد.

## اواخر عمر
او سال‌های آخر عمر خویش را در ایالات متحده آمریکا سپری کرد و در سال ۱۹۹۹ (۱۳۷۸) درگذشت.